# Цвијићев врх
Цвијићев врх (1.132 m), раније познат као Велики Штурац, је највиши врх планине Рудник. Назив је добио по познатом српском географу, оснивачу “Српског географског друштва” и председнику “Српске Краљевске Академије”- Јовану Цвијићу. 

## Географија
Цвијићев врх, са 1.132 метра надморске висине, налази се у западном делу планине Рудник. Планина Рудник, која доминира централном Србијом и Шумадијом, налази се 100 км јужно од Београда. Поред највишег Цвијићевог врха (1132 м), раније познат као Велики Штурац, истичу се Средњи и Мали Штурац, Молитве, Паљевине и Маријанац, и још четири врха изнад 1000 метара надморске висине. Добри путни правци омогућавају лак долазак на Рудник. Захваљујући изванредним климатским условима Рудник је проглашен за ваздушну бању. Многобројни планински врхови чине ову планину атрактивном за планинарење. Рудник чини хидрографски чвор у Шумадији, развође између сливова Велике Мораве, Западне Мораве и Колубаре.

### Врхови
| Врх                                 | Висисна (m)  |
| ----------------------------------- | ------------ |
| Цвијићев врх (раније Велики Штурац) | 1132         |
| Мали Штурац (раније Средњи Штурац)  | 1113 (1115?) |
| Јавор                               | 1107 (1113?) |
| Молитве (Бело поље)                 | 1096 (1098?) |
| Банетов врх                         | 1089         |
| Прлински вис (раније Мали Штурац)   | 1058 (1056?) |
| Паљевине                            | 1052 (1062?) |
| Маријанац                           | 1028         |
| Таван (Бјелице)                     | 1007 (1008?) |
| Безимени врх (Јавор раван)          | 1006         |
| Безимени врх (Јавор раван)          | 1002         |
| Увлака                              | 958          |
| Јавор                               | 927          |
| Курјак                              | 924          |
| Суви грмови                         | 920          |
| Велики лаз                          | 909          |
| Градина                             | 830          |
| Острвица                            | 758          |